# San Pietro guarisce gli infermi e libera gli indemoniati
San Pietro guarisce gli infermi e libera gli indemoniati è un affresco (350 × 300 cm) di Cimabue e aiuti, databile attorno al 1277-1283 circa e conservato nel transetto destro della basilica superiore di San Francesco di Assisi.

## Storia
La datazione degli affreschi di Cimabue è piuttosto discorde, sebbene negli studi più recenti si sia assestata a un periodo compreso tra il 1277, anno dell'elezione al soglio pontificio di Niccolò III, e il 1283 circa. 
Gli affreschi di Cimabue sono in generale in condizioni mediocri o pessime. La zona del transetto destro è decorata dalle Storie degli Apostoli Pietro e Paolo. Per ragioni non del tutto spiegate, forse legate a una polemica anti-Orsini, Cimabue interruppe improvvisamente il suo lavoro al transetto e, pur lasciando con tutta probabilità i disegni e le idee ad Assisi, se ne tornò a Firenze. Ciò è stato collegato all'anno 1283, quando fu sconfitta la fazione filoangioina degli Annibaldi e di Martino V, con il papa costretto a rientrare a Roma (era stato a Perugia e Viterbo) controllato dagli Orsini. Gli Annibaldi, probabilmente protettori del pittore, erano stati omaggiati, assieme al senatore Gentile Orsini, loro alleato contro la sua stessa casata, nella volta dei quattro Evangelisti. 

## Descrizione e stile
La scena mostra un brano degli Atti degli Apostoli (V, 12-16), con i prodigi di Pietro che spingono un numero sempre maggiore di persone a unirsi agli Apostoli e abbracciare il cristianesimo. Come nell'attigua scena di San Pietro guarisce lo storpio, lo sfondo è composto da tre edifici: una sorta di grande ciborio al centro, che simboleggia il portico di Salomone, e due gruppi di edifici ai lati, che divergono secondo quel modo di intendere la prospettiva tipico di Cimabue, secondo cui quello che è più vicino sta al centro e ciò che è lontano si sparge ai lati, in maniera opposta alla concezione rinascimentale. Dalla sommità dell'edificio provengono dei raggi luminosi, che simboleggiano la volontà divina che guida Pietro, al centro, mentre compie i miracoli. Con una mano invita uno storpio a rialzarsi, con l'altra tocca un indemoniato e ne fa uscire uno sciame di diavoli dalla bocca. Dietro di lui alcuni apostoli; quello giovane è san Giovanni, quello barbuto al centro del gruppo assomiglia ai profeti nella Maestà di Santa Trinita. 
L'edificio centrale, che ha l'innegabile vantaggio di attirare inevitabilmente l'occhio dello spettatore verso la scena miracolosa sottostante, è rappresentato in assonometria intuitiva, con colonnine tortili e copertura piramidale: edifici simili si trovano nei pittori della scuola romana, e sono di derivazione bizantina, in particolare legati alla corrente del neoellenismo (come negli affreschi della basilica di Santa Sofia a Ocrida). 
La scena è ancora ritenuta in larga parte autografa, sebbene il gruppo di destra mostri una certa debolezza dovuta al lavoro di aiuti; dalla prossima scena, la Caduta di Simon Mago, il contributo di Cimabue alla stesura vera e propria pare assottigliarsi sempre di più.

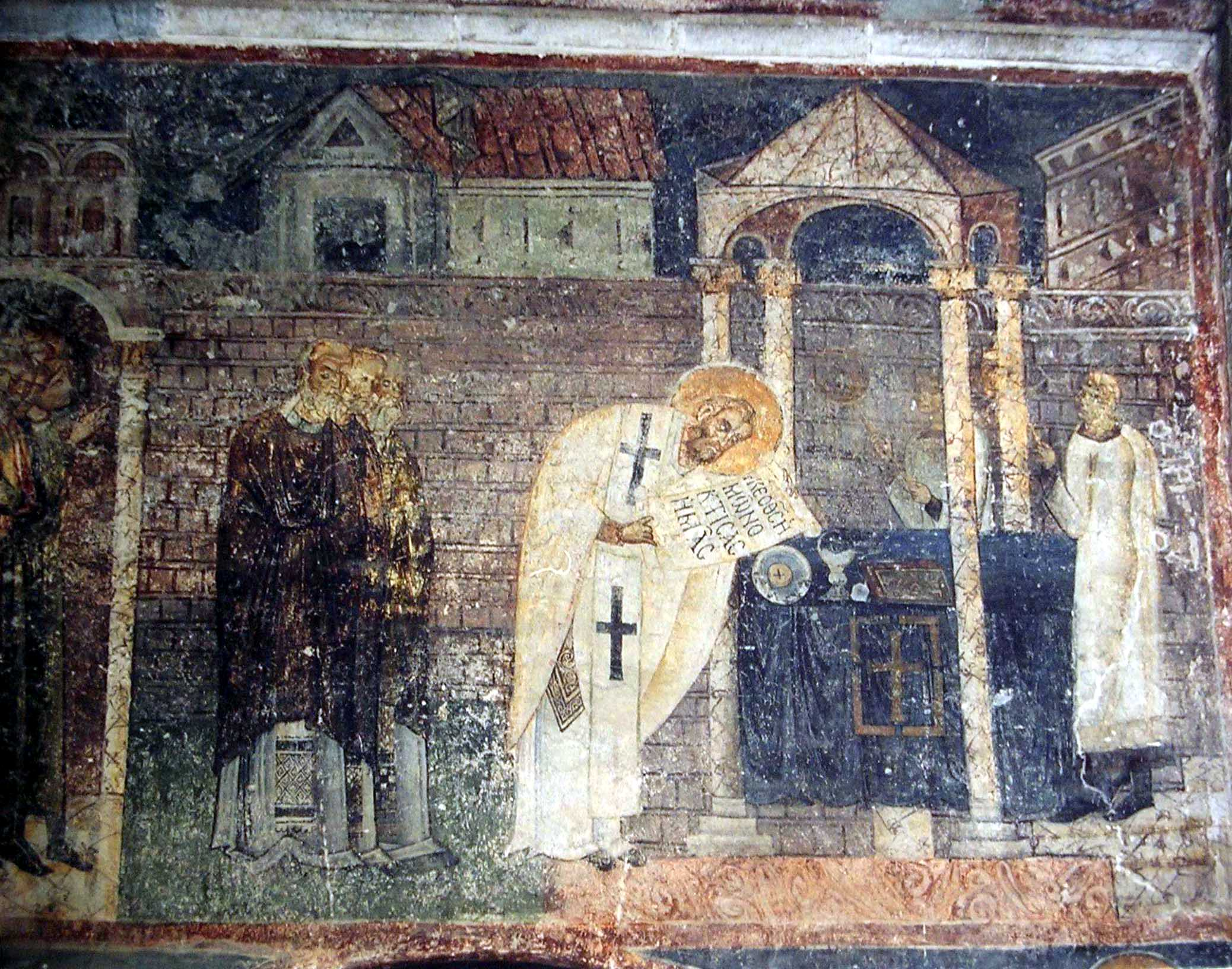
Una delle scene degli affreschi di Santa Sofia a Ohrid (XI secolo)
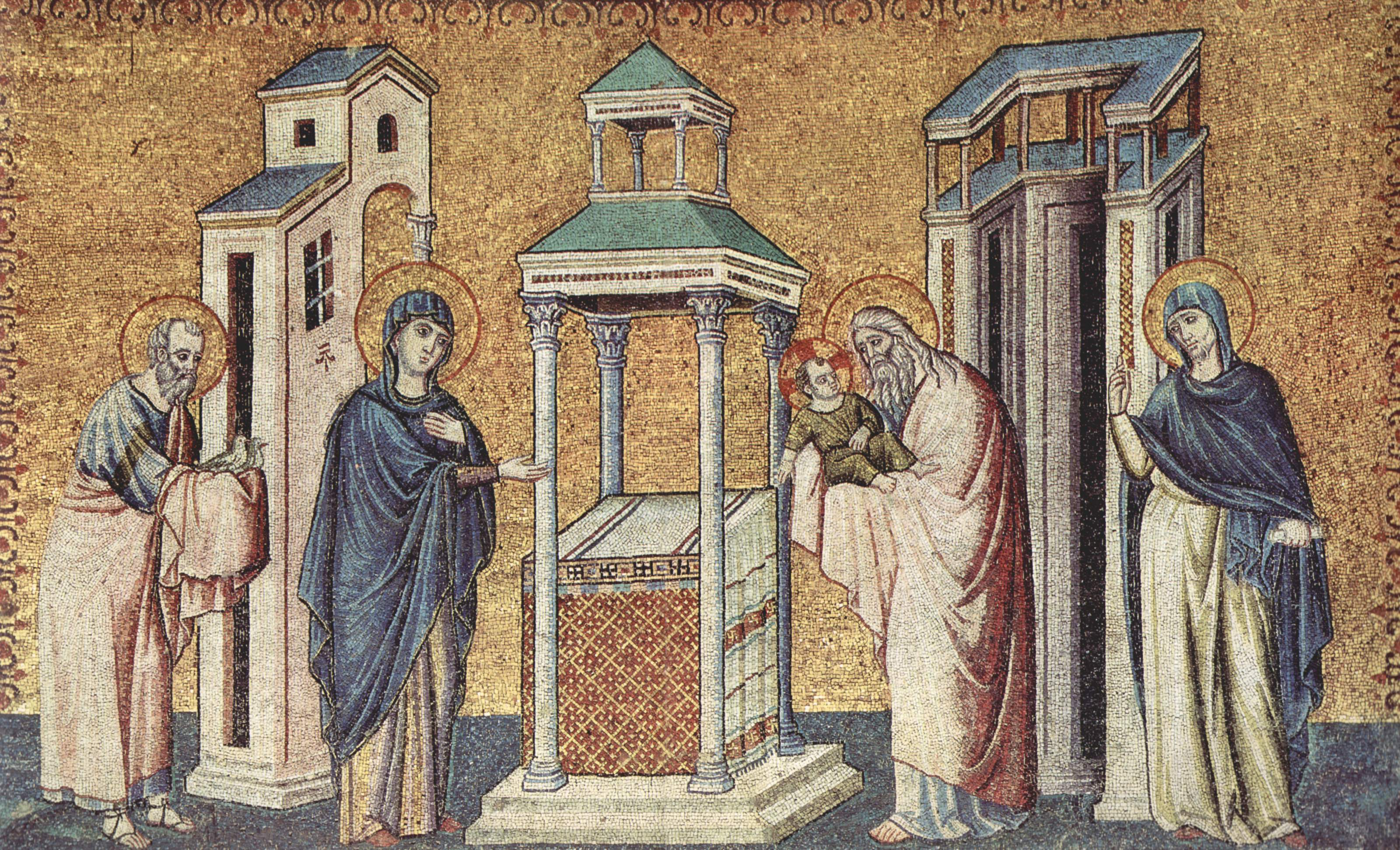
Pietro Cavallini, Presentazione di Gesù al Tempio, Santa Maria Maggiore, Roma
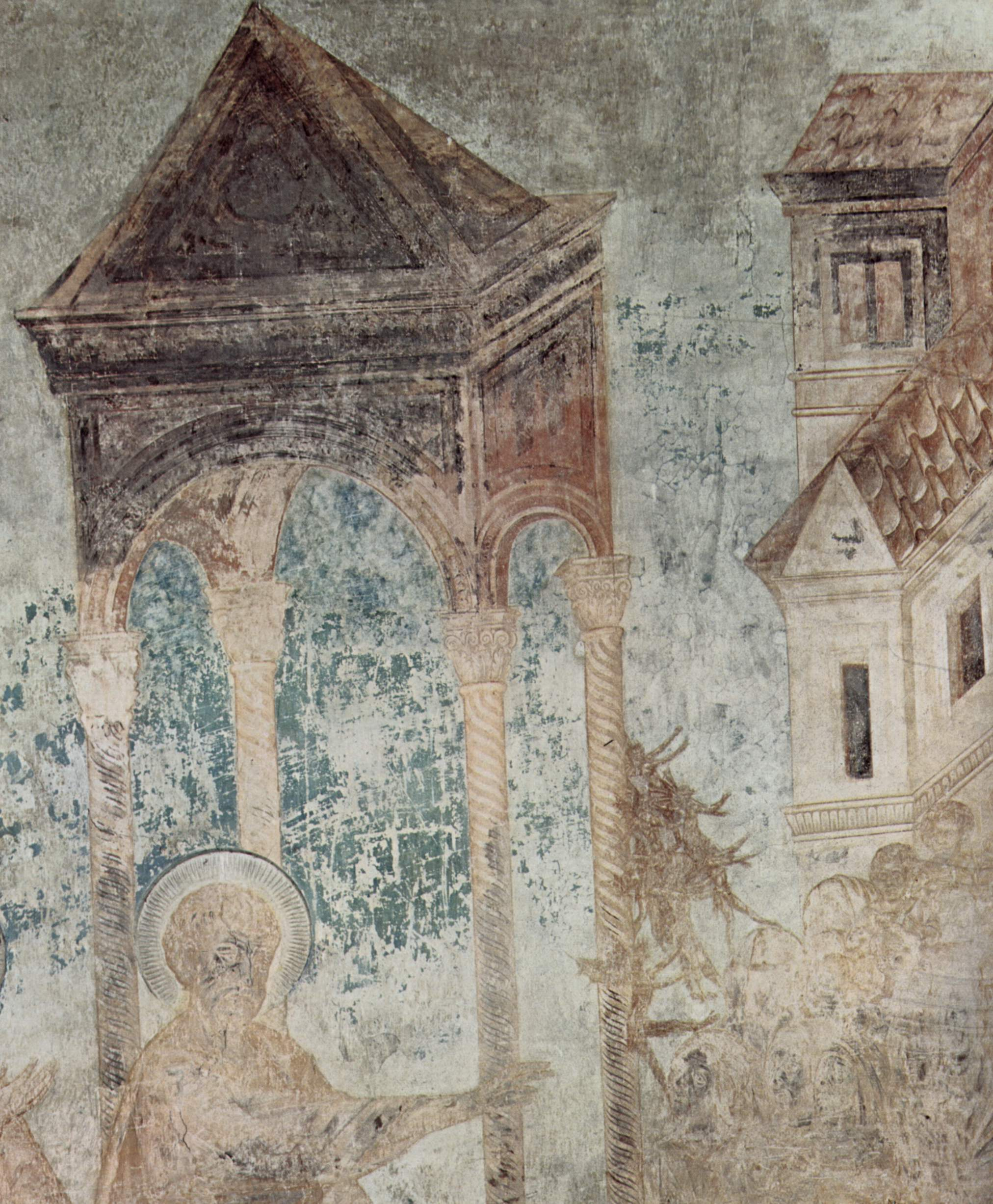
Dettaglio